# Marcus Nispel
Marcus Nispel est un réalisateur allemand, né le 15 avril 1963 à Francfort-sur-le-Main en Allemagne.

## Biographie

### Enfance et formation
Marcus Nispel est né le 15 avril 1963 à Francfort-sur-le-Main dans le Land de Hesse en Allemagne.
Jeune, il fréquente l'école Leibniz à Höchst (Francfort-sur-le-Main) et débute dans le monde de la publicité en tant que directeur artistique dans la publicité chez Young & Rubicam.

### Carrière

#### Débuts
Marcus Nispel décide, en 1984, de s'installer aux États-Unis pour étudier avec l'aide d'une bourse. À partir de 1989, il réalise des clips publicitaires et musicaux pour des artistes aussi prestigieux que Janet Jackson, George Michael ou Billy Joel.
Côté français, il réalise quatre clips pour Mylène Farmer les tubes XXL (1995) et L'Instant X (1996), Comme j'ai mal et Souviens-toi du jour... (1999). Il réalise aussi des clips tels Mon manège à moi pour Étienne Daho, Mens pour Alain Chamfort et Où est l'élue pour Pascal Obispo.
Depuis cette carrière entamée, il remporte déjà de nombreux prix pour son travail commercial et vidéo, y compris des Clio Awards (en), le Prix Moebius, le Grand Prix du Promax Awards (en), quatre MTV Video Music Awards, deux Billboard Music Awards et la MVPA Awards (en) en 2001.

#### Crescendo
En 2003, choisi par le producteur Michael Bay, il signe Massacre à la tronçonneuse, remake du classique de l'horreur signé Tobe Hooper en 1974. Le film est diversement accueilli par la critique, le site Rotten Tomatoes comptant 100 critiques négatives pour seulement cinquante deux positives et sera nommé aux Raspberry Award dans la catégorie pire remake en 2004. Cela n'empêcha cependant pas le film d'être un succès mondial. 
Grâce à ce triomphe, il signe avec Endeavor Talent Agency (en) et réalise un travail plus personnel sur Frankenstein pour la télévision américaine,r. Retour dans le monde du cinéma pour un nouveau remake, Pathfinder sort en 2007. La critique ne suit toujours pas. À nouveau appelé par son producteur, Michael Bay lui propose de réaliser un autre remake du classique de l'épouvante Vendredi 13 qui sortira le 13 février 2008 : Marcus Nispel aime cette idée parce que je ne pense pas qu'en général les camps d'été sont particulièrement effrayants en pleine journée, il fallait quelque chose de plus.  Encore une fois, la critique l'éreinte mais le succès est au rendez-vous.
Comme Brett Ratner l'a abandonné, la société de production Lionsgate a, en 2009, choisi Marcus Nispel pour revisiter Conan, son quatrième remake sur le scénario de Joshua Oppenheimer et Thomas Dean Donnelly. le tournage prévu en douze semaines sur un budget d’environ  quatre vingt dix millions de dollars commence le 21 février 2010 en Bulgarie, avec Jason Momoa qui remplace Arnold Schwarzenegger, mais, avec 63.523.233 de dollars de revenus à travers le monde, le résultat fut un échec commercial.

### Vie privée
Marcus Nispel s'est marié à Dyan Humes Nispel, une auteur-compositeur, avec qui il a eu deux fils jumeaux, Armyan Mathaus Nispel et Bruno Tobias Nispel, nés en mars 1999.

## Filmographie
| Année | Titre français                                   | Titre original (si différent) | En tant que | En tant que | En tant que | Note         |
| Année | Titre français                                   | Titre original (si différent) | Réalisateur | Producteur  | Scénariste  | Note         |
| ----- | ------------------------------------------------ | ----------------------------- | ----------- | ----------- | ----------- | ------------ |
| 1993  | Faith No More: Video Croissant                   |                               | ✔️          |             |             | Clip musical |
| 1994  | Amy Grant: Building the House of Love            |                               | ✔️          |             |             | Clip musical |
| 1995  | Mylène Farmer: XXL                               |                               | ✔️          |             |             | Clip musical |
| 1995  | Mylène Farmer: L'Instant X                       |                               | ✔️          |             |             | Clip musical |
| 1996  | Janet Jackson: Design of a Decade 1986/1996      |                               | ✔️          |             |             | Clip musical |
| 1996  | Mylène Farmer: Comme j'ai mal                    |                               | ✔️          |             |             | Clip musical |
| 1997  | Billy Joel: Greatest Hits Volume III             |                               | ✔️          |             |             | Clip musical |
| 1997  | Alleys and Motorways                             |                               | ✔️          |             |             | Clip musical |
| 1999  | Mylène Farmer: Souviens-toi du jour....          |                               | ✔️          |             |             | Clip musical |
| 1999  | Ladies & Gentlemen: The Best of George Michael   |                               | ✔️          |             |             | Clip musical |
| 2003  | Massacre à la tronçonneuse                       | The Texas Chainsaw Massacre   | ✔️          | ✔️          |             |              |
| 2004  | Bone Thugs'n Harmony: The Collection Volume 2    |                               | ✔️          |             |             | Clip musical |
| 2004  | Bad Boy's 10th Anniversary... The Hits           |                               | ✔️          |             |             | Clip musical |
| 2004  | The Very Best of Cher: The Video Hits Collection |                               | ✔️          |             |             | Clip musical |
| 2004  | Frankenstein                                     |                               | ✔️          |             |             | Téléfilm     |
| 2007  | Pathfinder                                       |                               | ✔️          | ✔️          |             |              |
| 2009  | Vendredi 13                                      | Friday the 13th               | ✔️          |             |             |              |
| 2011  | Conan                                            | Conan the Barbarian           | ✔️          |             |             |              |
| 2012  |                                                  | Pacemaker                     |             |             |             | Annoncé      |
| 2013  | Backmask                                         |                               |             |             |             |              |
| 2015  | Projet 666                                       | Exeter                        | ✔️          | ✔️          | ✔️          |              |

## Distinctions

### Nominations
Festival international du film de Catalogne — Sitges 2003
- Meilleur film Massacre à la tronçonneuse

Fantasporto 2004
- Meilleur film Massacre à la tronçonneuse